# Jocelyn Peterman
Pour les articles homonymes, voir Peterman.
Jocelyn Peterman est une curleuse et une joueuse de softball canadienne née le 23 septembre 1993 à Red Deer.

## Biographie
Jocelyn Peterman est médaillée d'argent en curling aux Jeux du Canada d'été de 2011 et participe au tournoi de softball des Jeux du Canada d'été de 2013.
Jocelyn Peterman remporte la médaille d'argent au Championnat du monde double mixte de curling 2019 à Stavanger avec Brett Gallant.

## Vie privée
Elle est en couple avec le curleur Brett Gallant.